# كوككينون (فويوتيا)
كوككينون (Κόκκινον) هي بلدة في فويوتيا في مقاطعة كينتريكي إلادا في اليونان.